# Martin Koeman
Martin Koeman (ur. 26 lipca 1938 w Purmerend, zm. 18 grudnia 2013 w Leeuwarden) – holenderski piłkarz występujący na pozycji obrońcy i trener. W ciągu swojej kariery reprezentował barwy takich klubów jak KFC, Blauw-Wit Amsterdam, GVAV/Groningen i SC Heerenveen, w którym to zakończył karierę. 12 kwietnia 1964 roku rozegrał swoje pierwsze i jedyne spotkanie w barwach reprezentacji Holandii. Oranje starli się wtedy z reprezentacją Austrii. Pomimo przyzwoitej kariery, najbardziej znany jest jako ojciec Erwina i Ronalda Koemanów, którzy, tak jak ojciec, występowali w Groningen i reprezentacji Holandii.